# Космогонија
Космогонија (грч. κοσμογονία; грч. κόσμος —  свемир, свет), у ширем смислу речи, означава проучавање настанка свемира и света.
То је  теоријски модел који покушава да објасни настанак и развој Универзума. У астрономији, космогонија проучава порекло одређених објеката или астрофизичких система, Сунчевог система или система Земља-Месец. Преовлађујући космолошки модел раног развоја универзума је теорија Великог праска.
У прошлости, космогонијске теорије биле су део различитих религија и митологија. Међутим, захваљујући еволуцији науке, она се тренутно заснива на проучавању неколико астрономских феномена.

## Преглед
Резултати данашње науке говоре да материја не може ни из чега настати, да је вечна и неуништива и да су могућа само претварања материје из једног њеног облика у други. Такође је неуништиво кретање материје као и енергија која је од материје неодвојива. Ово доводи до формулисања закона о одржању материје која је темељ свих научних закључака о постанку света.
Опажајна чињеница да су спектри зрачења атома у свим областима васионе исти, доводи нас до резултата кога даје и квантна механика, а по коме су атоми састављени од истих врста елементарних честица. То даље доводи до истог начина одвијања физичких процеса у целој васиони. Ова чињеница, пак, указује на њихово вероватно заједничко порекло.
Знајући да је материја неуништива, нема смислила ни постављати питање о постанку света у целини (бар не за сада). Могу се само реално постављати питања о постанку различитих небеских тела и система зато што је материја из којих су направљена морала постојати и раније само у другом облику. После постанка небеска тела не остају непроменљива, а њихов постанак и развој су међусобно тесно везани.
Грана астрономије која се бави питањима постанка и развоја небеских тела и њихових система назива се космогонија.
Старост васионских објеката представља време протекло од њиховог постанка до данас.
Старост Земље се може одредити (боље рећи проценити) различитим методама. Једна од најтачнијих је преко закона радиоактивног распада. Наиме, природно радиоактивни елементи се распадају тако да прелазе у, најчешће после низа распада, изтоп неког стабилног елемента. Такав је случај са три природно радиоактивна  низа који се завршавају изотопима олова. Из односа количине олова према количини најдуже живећег изотопа у низу може се, доста тачно, одредити старост дате руде. Она је приближно једнака старости земљине коре. Разумљиво је да је онда старост Земље као и система већих од ње већа.
На овај начин процењена старост стена Земљине коре износи око 3 до 4 милијарде година. Слични резултати се добијају испитивањем руда донесених са Месеца  као и метеора који су пали на Земљу.

## Cпољашње везе
- Калифорнијски иститут за технологију